# Nationalpark Kurische Nehrung (Kaliningrader Oblast)
Der Nationalpark Kurische Nehrung, originalsprachlich Nazionalny park «Kurschskaja kossa» (russisch Национа́льный парк «Ку́ршская коса́») ist ein Nationalpark in Russland.
Das Gebiet wurde am 6. November 1987 durch Beschluss des Ministerrates der RSFSR zum Nationalpark erklärt. Einzelne Teile des Gebietes standen bereits während der Zugehörigkeit zum Deutschen Reich (Ostpreußen) und später ab 30. Januar 1950 auf Beschluss des Ministerrates der UdSSR unter Naturschutz.
Der Nationalpark nimmt den gesamten südlichen, zu Russland gehörenden, Teil der Kurischen Nehrung ein und umfasst eine Gesamtfläche von 6621 Hektar. Administrativ gehört das Territorium des Parks zum Rajon Selenogradsk der Oblast Kaliningrad. Die Verwaltung des Nationalparks befindet sich in der Siedlung Rybatschi (früher Rossitten).
Der Park setzt sich als Nationalpark Kuršių Nerija in Litauen fort. Die gesamte Kurische Nehrung – in Litauen und Russland – steht außerdem seit 2000 als UNESCO-Weltnaturerbe unter besonderem Schutz.